# Соллентуна (комуна)
Комуна Соллентуна (швед. Sollentuna kommun) — адміністративно-територіальна одиниця місцевого самоврядування, що розташована в лені Стокгольм у центральній Швеції.
Соллентуна 283-а за величиною території комуна Швеції. Адміністративний центр комуни — передмістя Стокгольма Туреберг.

## Населення
Населення становить 66 859 чоловік (станом на січень 2013 року).
| Кількість населення комуни Соллентуна за 1810-2010 роки | Кількість населення комуни Соллентуна за 1810-2010 роки | Кількість населення комуни Соллентуна за 1810-2010 роки | Кількість населення комуни Соллентуна за 1810-2010 роки | Кількість населення комуни Соллентуна за 1810-2010 роки |
| ------------------------------------------------------- | ------------------------------------------------------- | ------------------------------------------------------- | ------------------------------------------------------- | ------------------------------------------------------- |
| Рік                                                     |                                                         |                                                         | Населення                                               |                                                         |
| 1810                                                    | 1810                                                    |                                                         | 872                                                     | 872                                                     |
| 1850                                                    | 1850                                                    |                                                         | 1 290                                                   | 1 290                                                   |
| 1900                                                    | 1900                                                    |                                                         | 49 286                                                  | 49 286                                                  |
| 1950                                                    | 1950                                                    |                                                         | 18 631                                                  | 18 631                                                  |
| 1970                                                    | 1970                                                    |                                                         | 37 723                                                  | 37 723                                                  |
| 1980                                                    | 1980                                                    |                                                         | 45 868                                                  | 45 868                                                  |
| 1990                                                    | 1990                                                    |                                                         | 51 377                                                  | 51 377                                                  |
| 2000                                                    | 2000                                                    |                                                         | 58 048                                                  | 58 048                                                  |
| 2010                                                    | 2010                                                    |                                                         | 64 630                                                  | 64 630                                                  |
| Джерело: SCB                                            |                                                         |                                                         |                                                         |                                                         |

## Населені пункти
Комуні підпорядковано 2 міські поселення (tätort):
- Стокгольм (Stockholm) (частина — район Соллентуна)
- Шеберґ (Sjöberg)

## Міста побратими
Комуна підтримує побратимські контакти з такими муніципалітетами:
- Комуна Оппегор, Норвегія
- Туусула, Фінляндія
- Відовре, Данія
- Сауе, Естонія

## Галерея

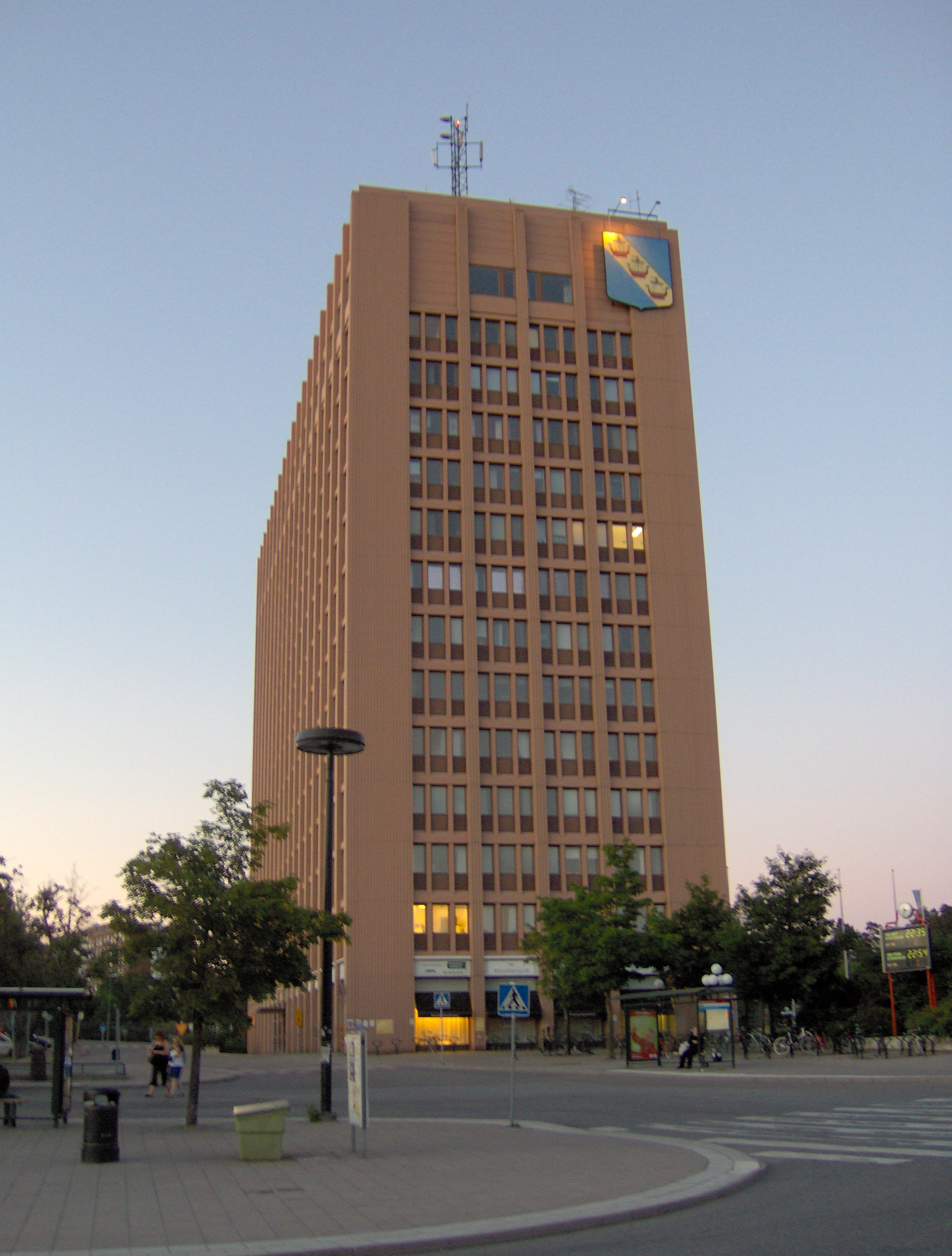
Управа комуни (Соллентуна)
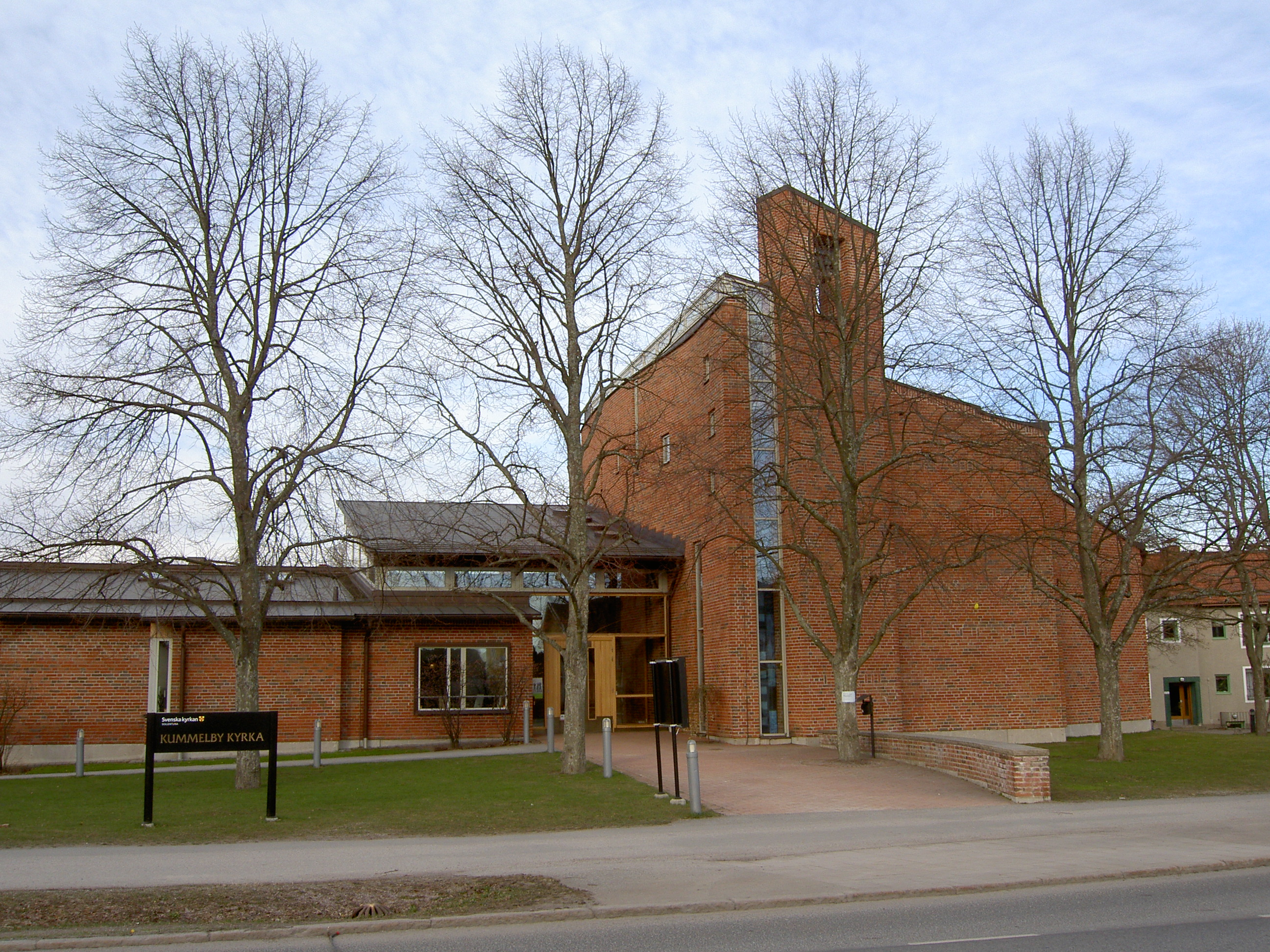
Церква (Куммельбю)
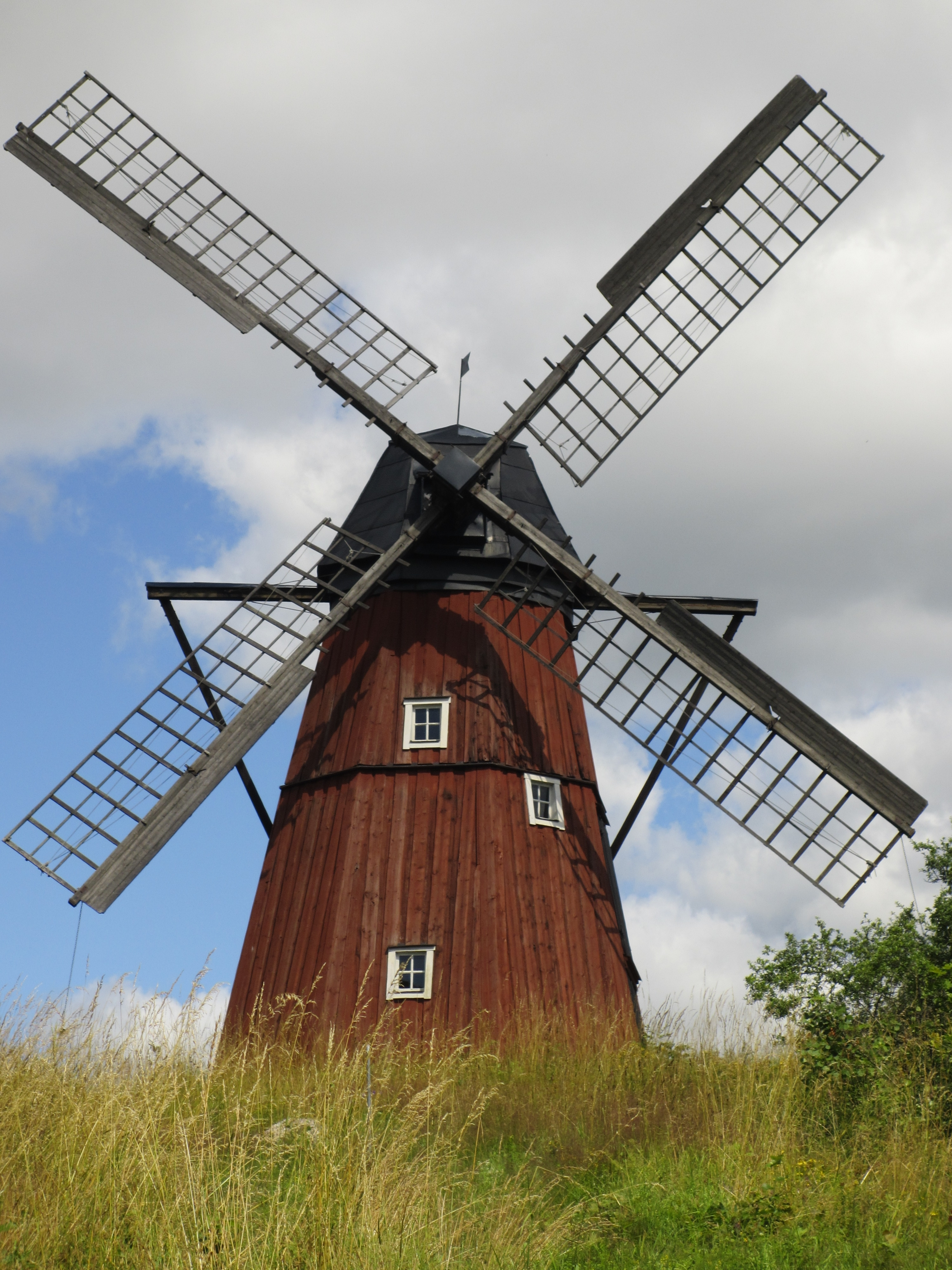
Вітряк у Евербю
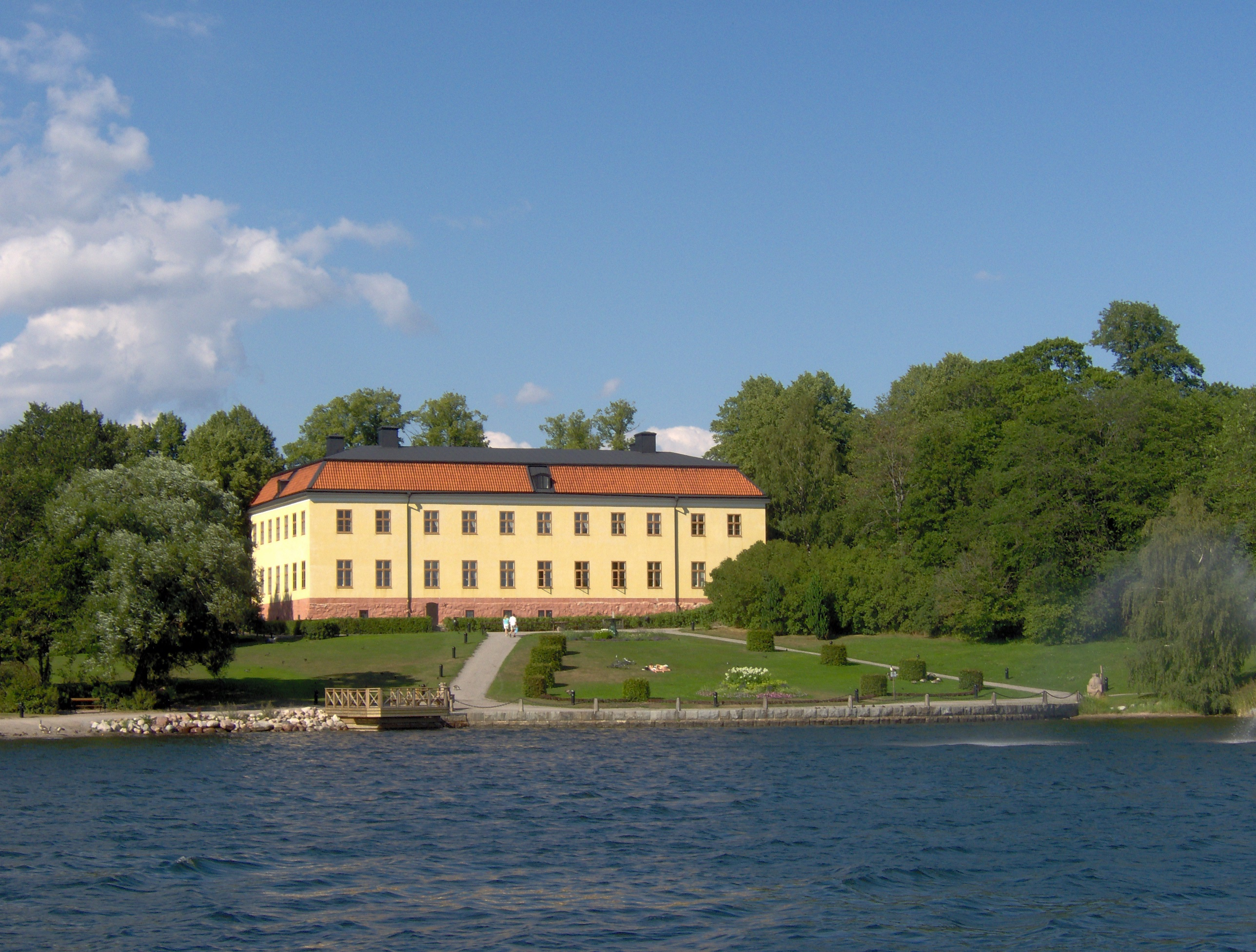
Замок Едсберґ

## Виноски
1. ↑  Andersson P. Sveriges kommunindelning 1863-1993 — Mjölby: Draking, 1993. — 132 с. — ISBN 978-91-87784-05-7
2. ↑  https://www.mynewsdesk.com/se/sollentuna_kommun/pressreleases/kommunstyrelsens-ordfoerande-i-sollentuna-har-avlidit-1191536
3. ↑  https://www.sollentuna.se/kommun--politik/politik-och-demokrati/dagordningar-och-handlingar/#98cd9ecfc67383-c40fb00ab11d37886-619a1e167976206319
4. ↑  Kommunstyrelsen — комуна Соллентуна.
5. ↑  Folkmangd i riket, lan och kommuner (шв.) . Центральне бюро статистики Швеції. Архів оригіналу за 20 серпня 2013. Процитовано 28 лютого 2013.